# Microtyran eulophe
Lophotriccus eulophotes
Espèce
Statut de conservation UICN

 LC  : Préoccupation mineure
Le Microtyran eulophe (Lophotriccus eulophotes), aussi appelé Todirostre eulophe ou Tyranneau eulophe, est une espèce de passereaux de la famille des Tyrannidae,.

## Distribution
Cet oiseau vit à l'extrême sud-ouest de l'Amazonie brésilienne, dans les régions limitrophes du sud-est du Pérou et au nord-ouest de la Bolivie,,.